# Philip Emeagwali
Philip Emeagwali (Akure, 23 agosto 1954) è un ingegnere, matematico e informatico nigeriano.
Ha vinto il Gordon Bell Prize nel 1989, un riconoscimento del Institute of Electrical and Electronics Engineers, per il suo uso di una Connection Machine nell'analisi dei campi petroliferi.

## Biografia
Emeagwali è nato ad Akure, una città nigeriana, il 23 agosto del 1954.
Nel 1967, a causa della guerra civile nigeriana, fu costretto a sospendere gli studi. A quattordici anni servì nell'esercito del Biafra. Dopo la guerra completò la sua educazione autonomamente studiando da solo. Nel 1974 si è trasferito nell'Oregon dopo aver vinto una borsa di studio e si laurea in matematica nel 1977. In questo periodo lavorò come ingegnere civile al Bureau of Land Reclamation nel Wyoming. Più tardi si trasferì a Washington DC dove conseguì una laurea specialistica in ingegneria marittima e oceanica frequentando l'Università George Washington, ed una seconda laurea specialistica in matematica applicata dall'Università del Maryland.
È sposato con Dale Brown Emeagwali, una microbiologa afroamericana.

## Premio
Emeagwali fu insignito del Gordon Bell Prize, che ammontava a mille dollari, nel 1989 grazie al suo utilizzo di una Connection Machine nel campo della fluidodinamica computazionale (realizzazione di modelli tridimensionali delle riserve di petrolio). Vinse il premio per la categoria “price/performance”, eseguendo un calcolo di 400Mflops/$1M, corrispondente ad un valore assoluto di 3.1Gflops. Emeagwali's simulation was the first program to apply a pseudo-time approach to reservoir modeling.
Emeagwali si è posizionato trentacinquesimo nella classifica dei più grandi africani di tutti i tempi in un sondaggio della rivista New African. I suoi risultati vennero citati in un discorso di Bill Clinton come un esempio di ciò che i nigeriani potrebbero ottenere se gli venisse data l'opportunità. Viene spesso citato dai giornali durante il Black History Month.

## Rifiuto della laurea
Emeagwali ha frequentato l'università del Michigan tra il 1987 e il 1991 con lo scopo di ottenere un dottorato. La sua tesi non venne però accettata da un comitato di esaminatori sia interni che esterne e quindi non poté ottenere il dottorato. Chiese un court challenge all'università nel quale dichiarando che la decisione era una violazione dei diritti civili e che l'università lo aveva discriminato in molti modi a causa della sua razza. Il court challenge venne respinto in quanto era un appello alla MIchigan state Court od Appeals.